# Parque Sofiyivski
Parque Sofiyivski (en ucraniano: Софіївський парк; en polaco: Park Zofiówka) es un arboreto (un tipo de jardín botánico) y un instituto de investigación científica de la Academia Nacional de Ciencias de Ucrania (Departamento de Biología de la ANCU). El parque está situado en el norte de la ciudad de Uman (óblast de Cherkasy, en Ucrania central), cerca del río Kámianka. Algunas zonas del parque recuerdan a un jardín inglés. Hoy en día, el parque es un popular lugar recreativo, visitado anualmente por 500 000 visitantes.
Sofiyivski fue un hito escénico del diseño de jardinería mundial de principios del siglo XIX. El parque cuenta con más de 2000 tipos de árboles y matorrales (locales y exóticos), entre los que se encuentran el taxodium (ciprés de los pantanos), el pino de Weymouth, el tulipán, el plátano de sombra, el ginkgo y muchos otros.
Desde 1980, el director del parque es el miembro correspondiente de la Academia de Ciencias, el doctor en ciencias biológicas Iván Kosenko.

## Historia

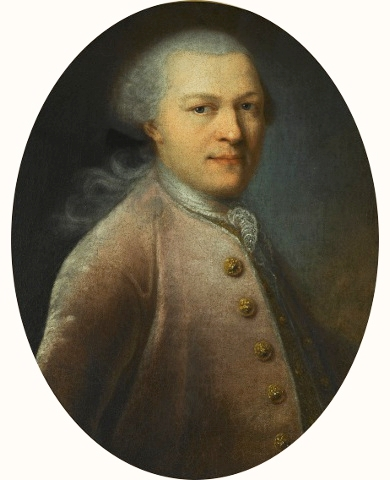
Stanisław Szczęsny Potocki

El jardín paisajístico inglés fue fundado en 1796 por el conde Stanisław Szczęsny Potocki, un noble polaco que reconstruyó Uman tras un levantamiento campesino. La ciudad de Uman en ese momento era parte del Imperio ruso. El parque lleva el nombre de su esposa griega, Sofía, y fue un regalo de Stanislaw Potocki a su esposa por su cumpleaños.

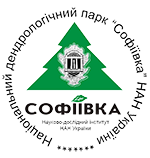
Logotipo de Sofiyivka

El coste del parque original se estimó en 15 millones de esloti, una fortuna para los estándares de la época. El contratista principal fue Ludwik Metzel, un ingeniero militar polaco que importó muchas plantas raras de toda Europa. Empleó a los siervos locales como su principal fuerza de trabajo. El terreno para el parque estaba muy poco urbanizado, con numerosos barrancos y dividido por el río Kámianka. La composición principal del parque está ubicada junto al mismo río con una serie de cuencas y estanques artificiales (el superior de 8 ha, el inferior de 1,5 ha, etc.), cascadas (la más alta tiene 14 m de altura), esclusas, el río subterráneo Acheron (con una longitud de 224 m), fuentes, etc. La ceremonia de inauguración también fue celebrada por Stanisław Trembecki, que escribió un poema alabando el parque y su homónima. El parque está decorado con numerosas esculturas, en su mayoría antiguas, y acantilados artificiales, grutas y miradores.
El parque fue confiscado a particulares después del levantamiento polaco de noviembre de 1832 y transferido a la Cámara Oficial de Kiev. El mismo año, Nicolás I regaló el parque a su esposa Alexandra Feodorovna. En 1836-1859, el parque era propiedad de la Administración de Asentamientos Militares y sufrió cambios importantes.
Es uno de los ejemplos más famosos del diseño de jardines paisajísticos europeos de finales del siglo XVIII o principios del XIX que se ha conservado hasta la actualidad.
El Parque Sofiyivski fue nombrado una de las Siete Maravillas de Ucrania el 21 de agosto de 2007, según la votación de los expertos y la comunidad de Internet.

## Lugares de interés del parque
Por idea original del arquitecto, el parque ilustra diferentes partes de los poemas de Homero, la Odisea y la Ilíada.

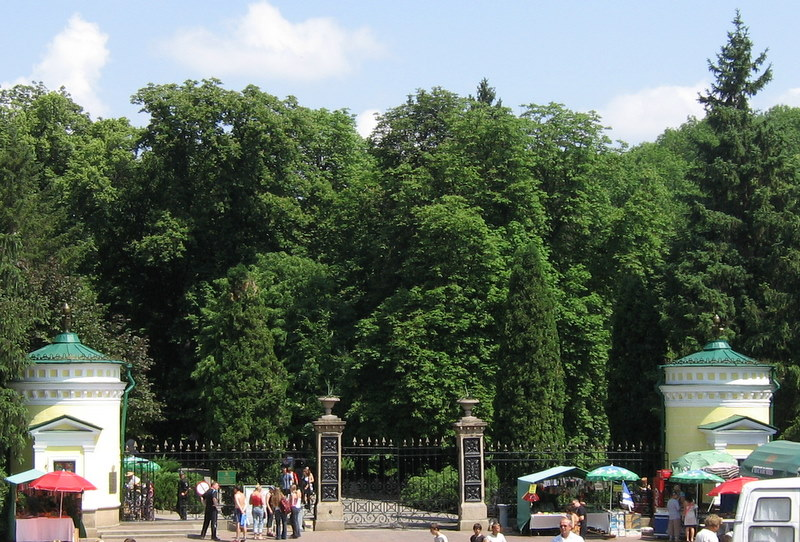
Puerta principal

### Área sur
El parque comienza con la «puerta principal» en la calle Sadova. Tras pasar la entrada, comienza la avenida central. Allí todavía se conservan las torres a los lados de la puerta principal, construidas entre 1850 y 1852. Cerca se encuentra un centro de servicios turísticos, que ahora se llama «La Casa del Arte Científico». Este edificio tiene una arquitectura original, con un área de observación en la parte superior. Además de un museo, el edificio cuenta con un hotel, un restaurante y una sauna. Durante mucho tiempo la entrada del parque estuvo decorada con álamos negros (árboles con forma triangular). Desde el parque Sofiyivski, estos árboles se hicieron muy populares en todo el Imperio ruso. Antes de 1996, a la derecha de la entrada se encontraba un pequeño museo histórico, construido en 1957 y se utilizaba como laboratorio. Después de 1980 fue reformado como centro para formar guías. En 1996 todas las exposiciones se trasladaron al edificio administrativo. A principios del siglo XXI, desde el lugar del antiguo museo se pueden ver los acantilados de granito y el pequeño «lago de Ginebra», que apareció aquí en la década de 1930.
En el claro del lago de Ginebra se construyó un pequeño mirador para el soldado de guardia. La forma del mirador parecía un hongo, por eso el área en la colina a la derecha de la entrada se llama ‹Hongo›. La glorieta fue renovada en 1994.
En el lado derecho de la avenida principal (entre la entrada principal y la roca Taypersk), crecen cipreses y pinos. Estos árboles fueron plantados en 1891. Esta zona se llamaba «Pequeña Suiza» antes del comienzo de la Segunda Guerra Mundial.

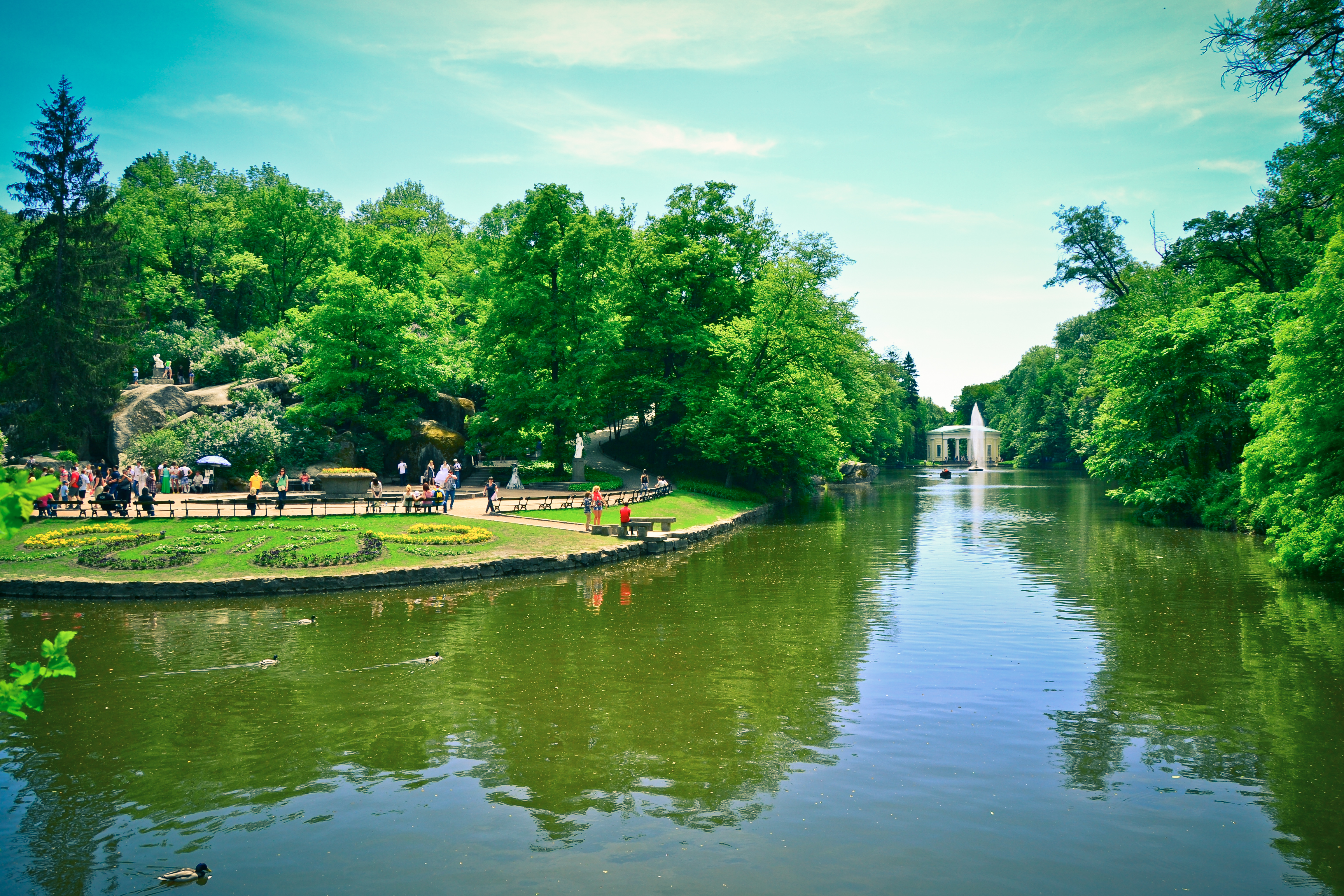
Vista de la Plaza de la Asamblea y el Mar Jónico. A lo lejos, la Fuente de las Serpientes y el Pabellón de la Flora.

La «roca Taypersk» se encuentra en el lado derecho de la avenida principal, después de la Pequeña Suiza. Esta roca lleva el nombre del muro sureste del Capitolio de la antigua Roma y tiene un mirador de madera. Durante el gobierno de Potocki, este punto era el final del parque.
Antes del Pabellón Flore, a la izquierda, se puede ver un manantial: «Fuentes de Plata». Esta fuente de agua natural está decorada en estilo antiguo y fue construida en 1974.
La avenida principal termina con el «Pabellón de la Flora». Está situado en la plaza de donde parten varios caminos en diferentes direcciones.

### Área central
La composición de la zona central de Sofiyivski se basa en escenas de la mitología de la antigua Grecia y Roma, y algunos lugares son imitaciones de las viviendas de los dioses, héroes, escritores y filósofos griegos. Por el contrario, el agua de la «Gruta del Trueno» (la gruta de Calipso) proviene de una tubería de abastecimiento de agua. Esa zona está decorada con estatuas de Hermes y Venus.
Al este de la estatua de Cupido, en el lado izquierdo, se encuentran los escalones de granito que conducen a las grutas de Loketek y Nut. Fueron creados durante el primer período de construcción del parque. La gruta Nut está en el lado derecho. Las grutas de los gigantes del Valle están talladas en granito y junto a ellas se encuentra una cascada de tres peldaños.

## Galería

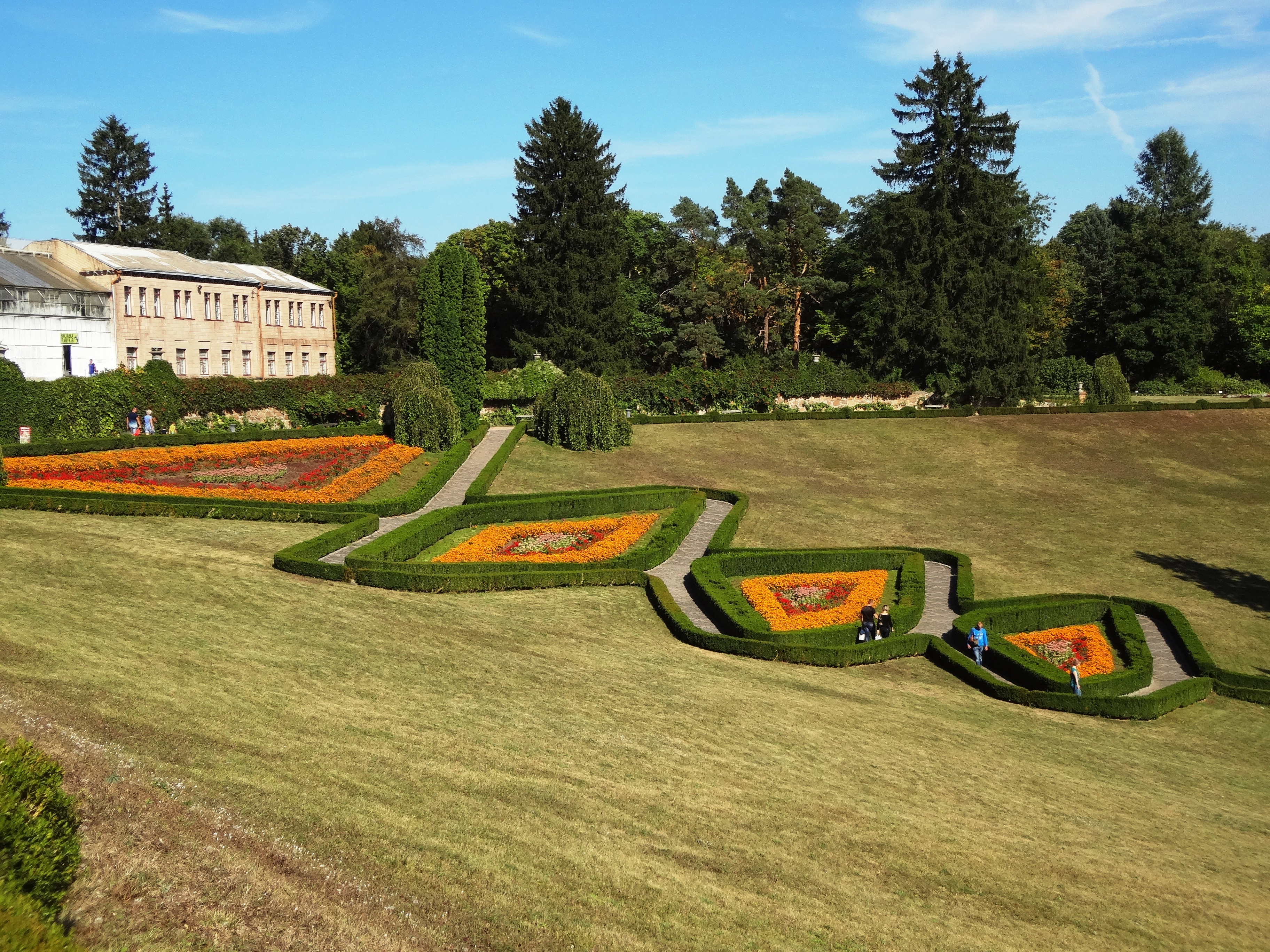
Terraza de las rosas.
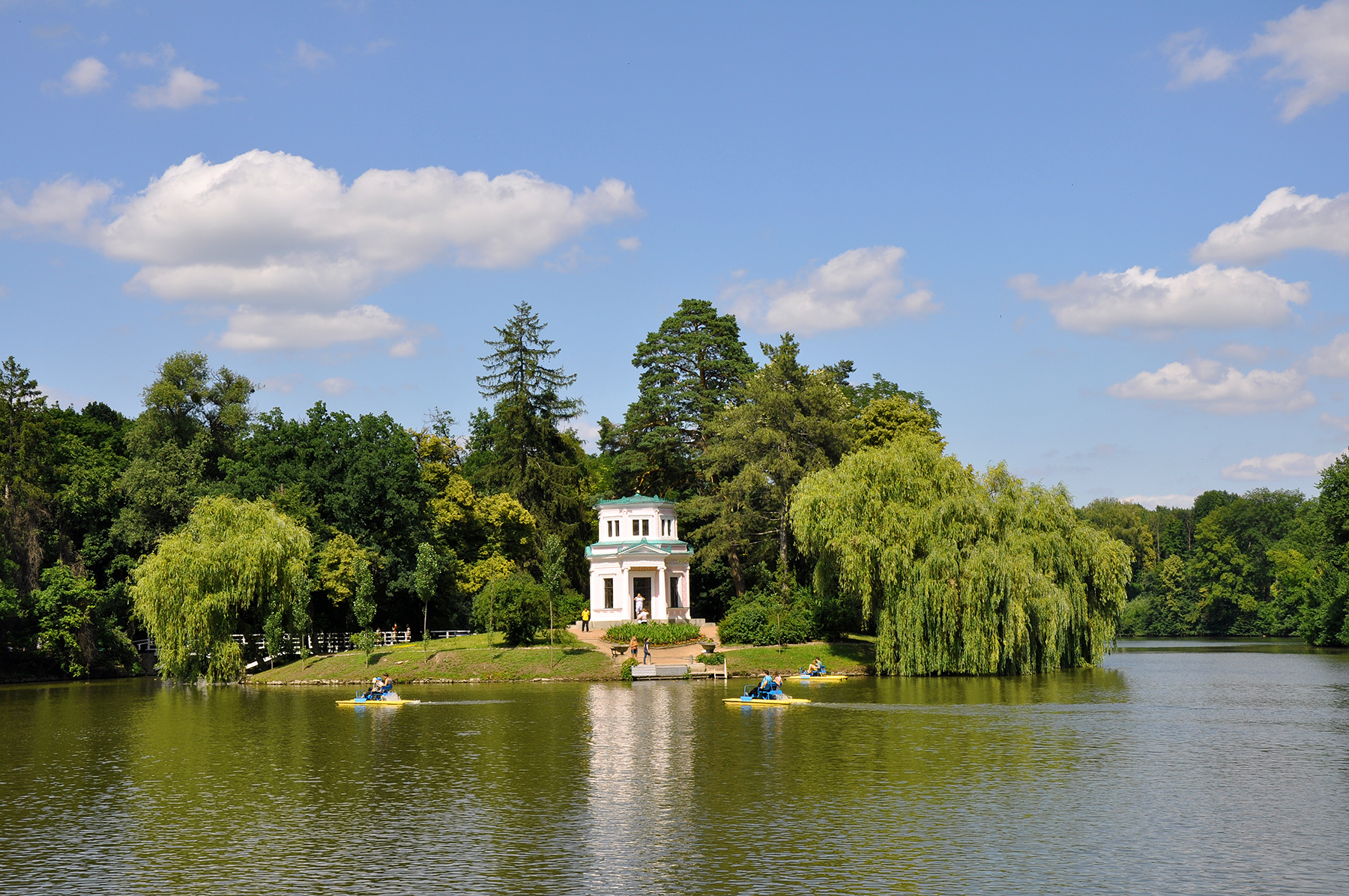
Pabellón rosa.
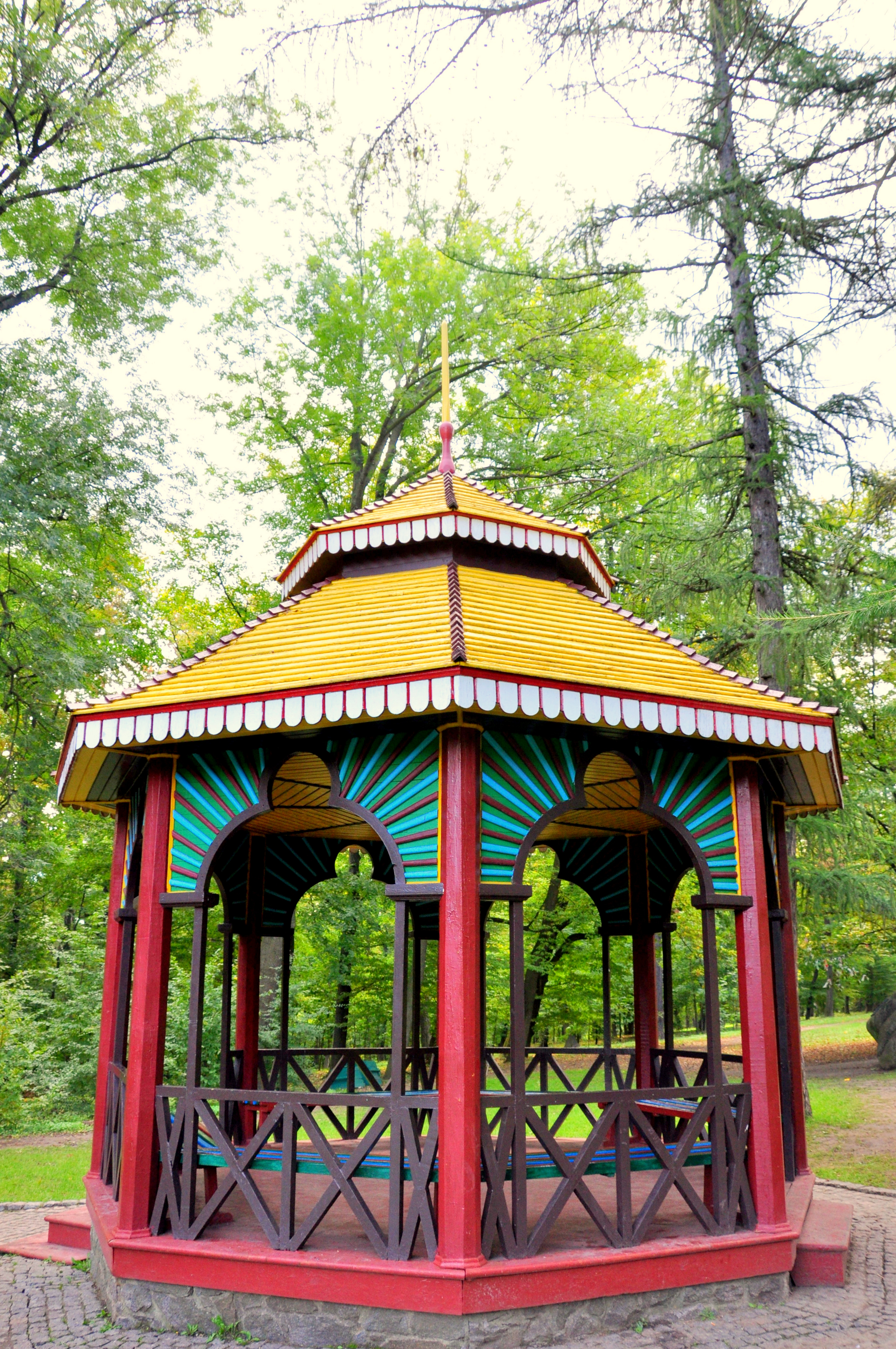
Glorieta china.
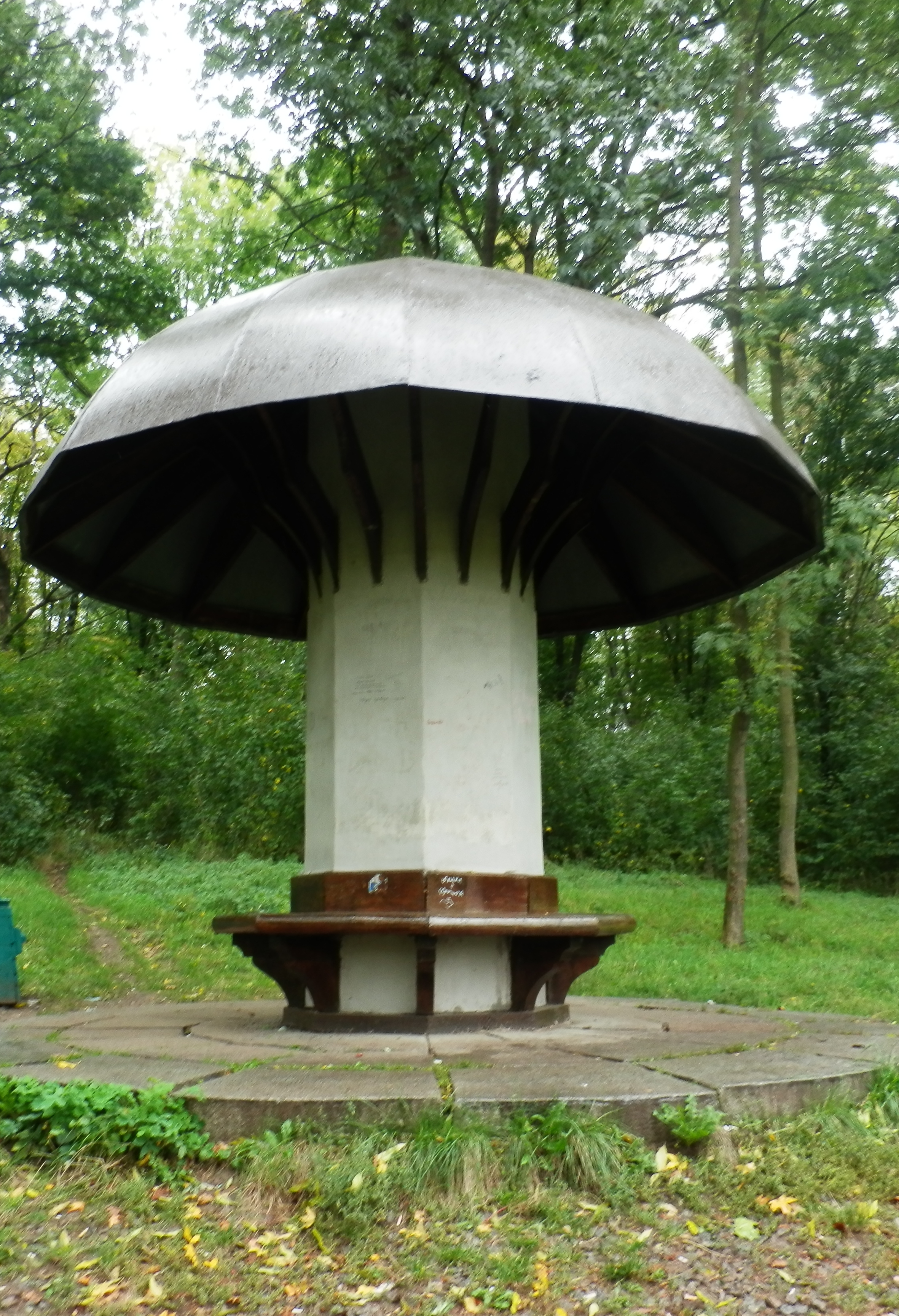
Glorieta del hongo.
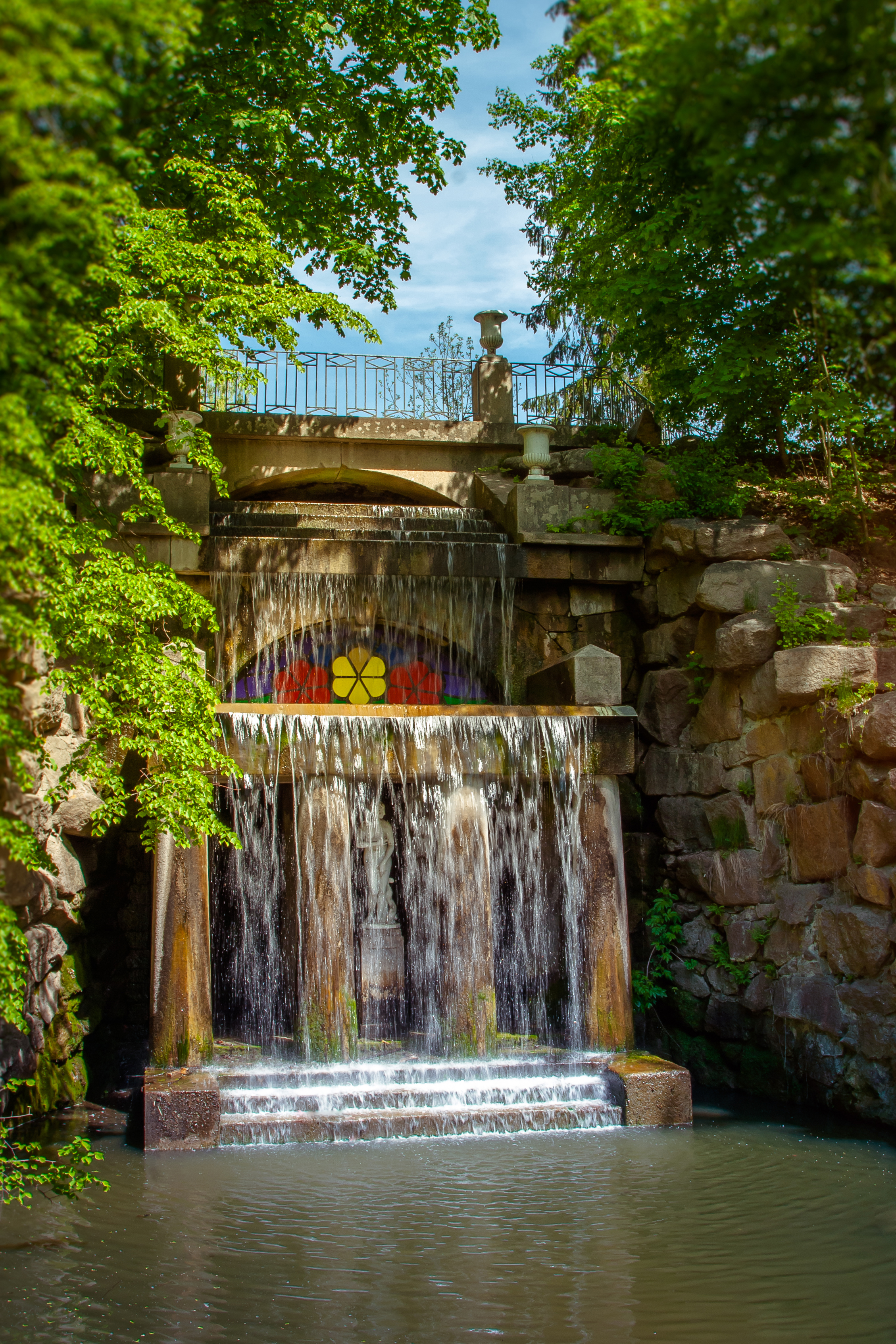
Gruta de Tetis.
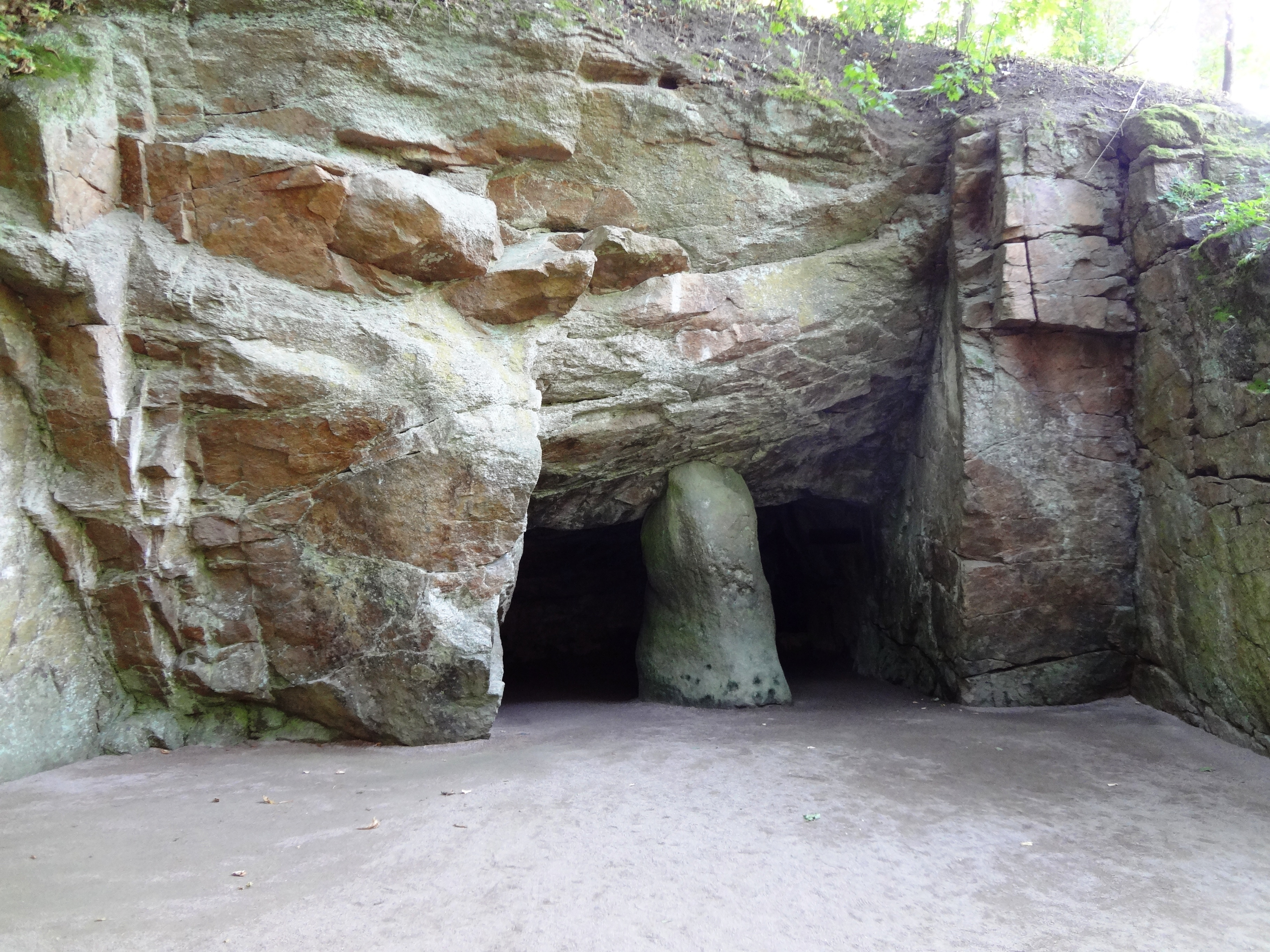
Gruta de Calipso.
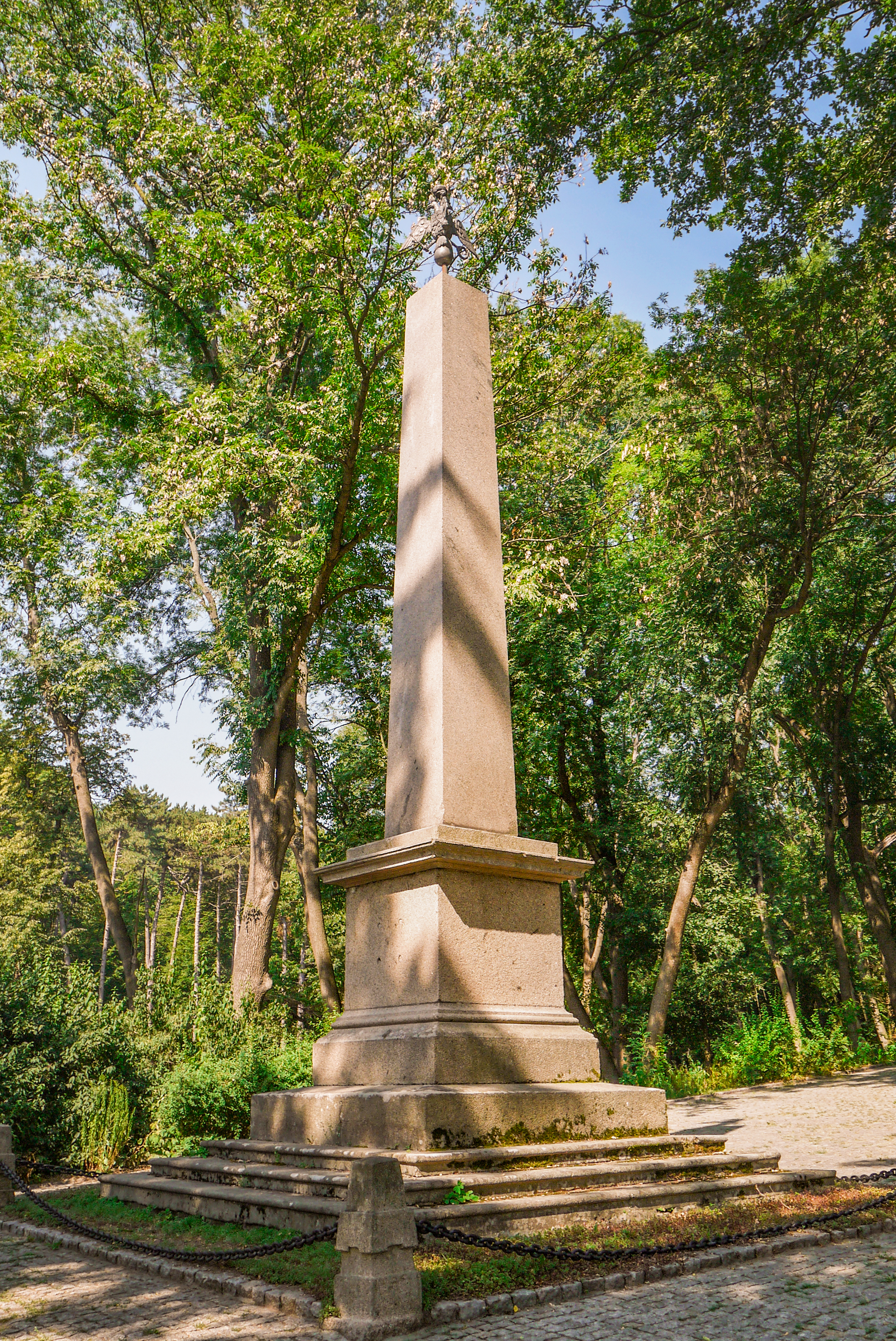
Obelisco.
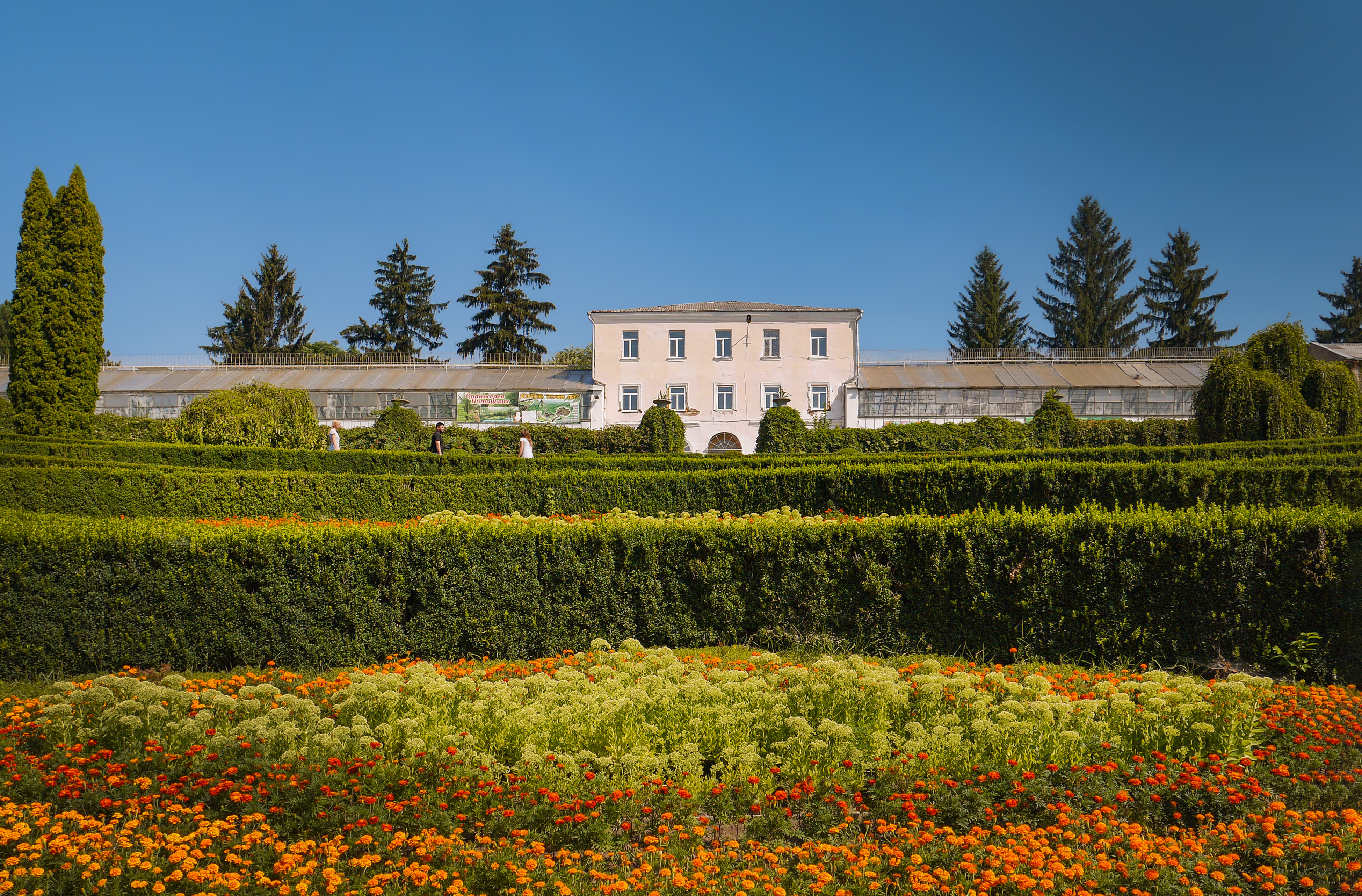
Oranjería.
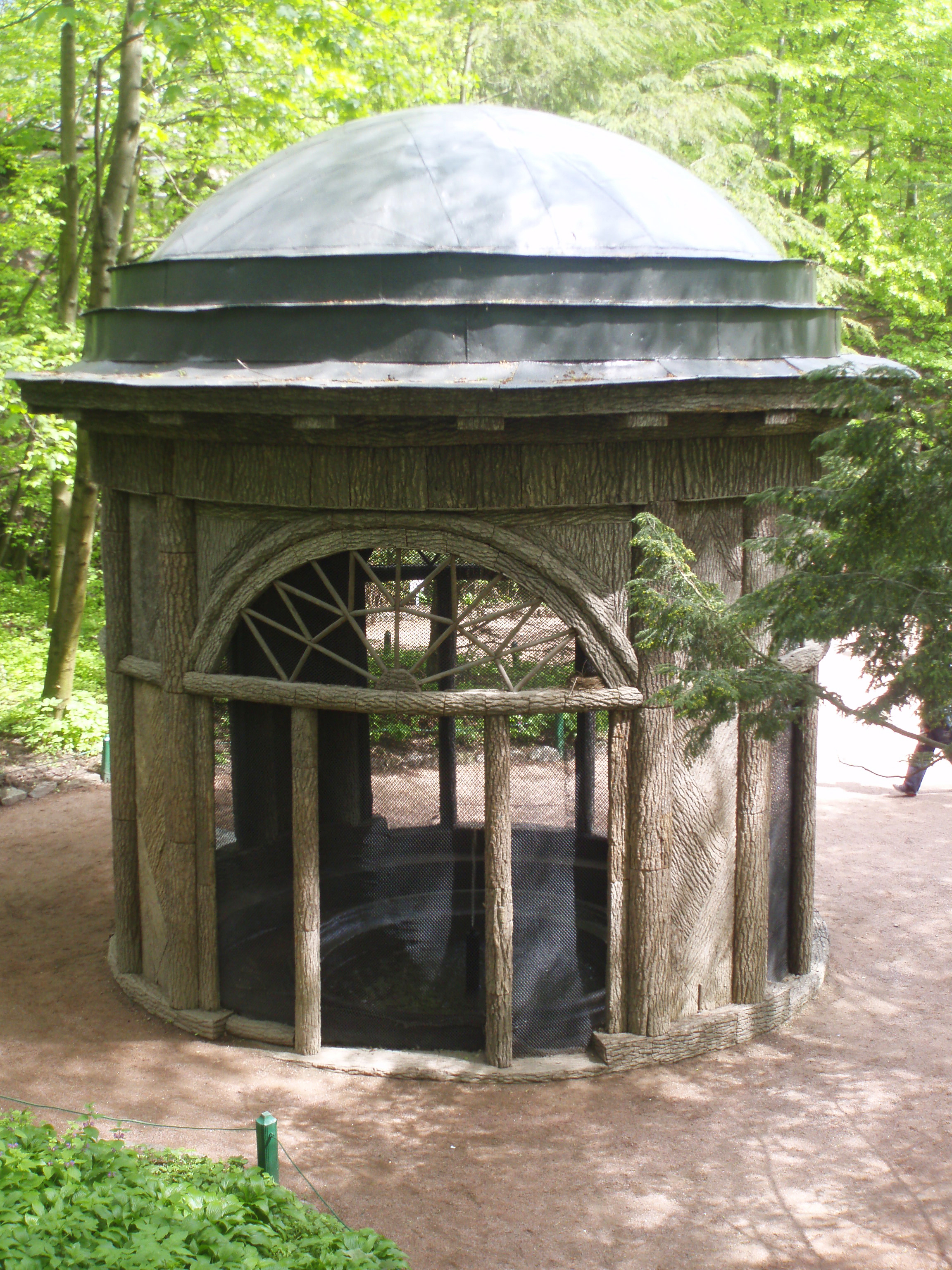
Pabellón de los faisanes.
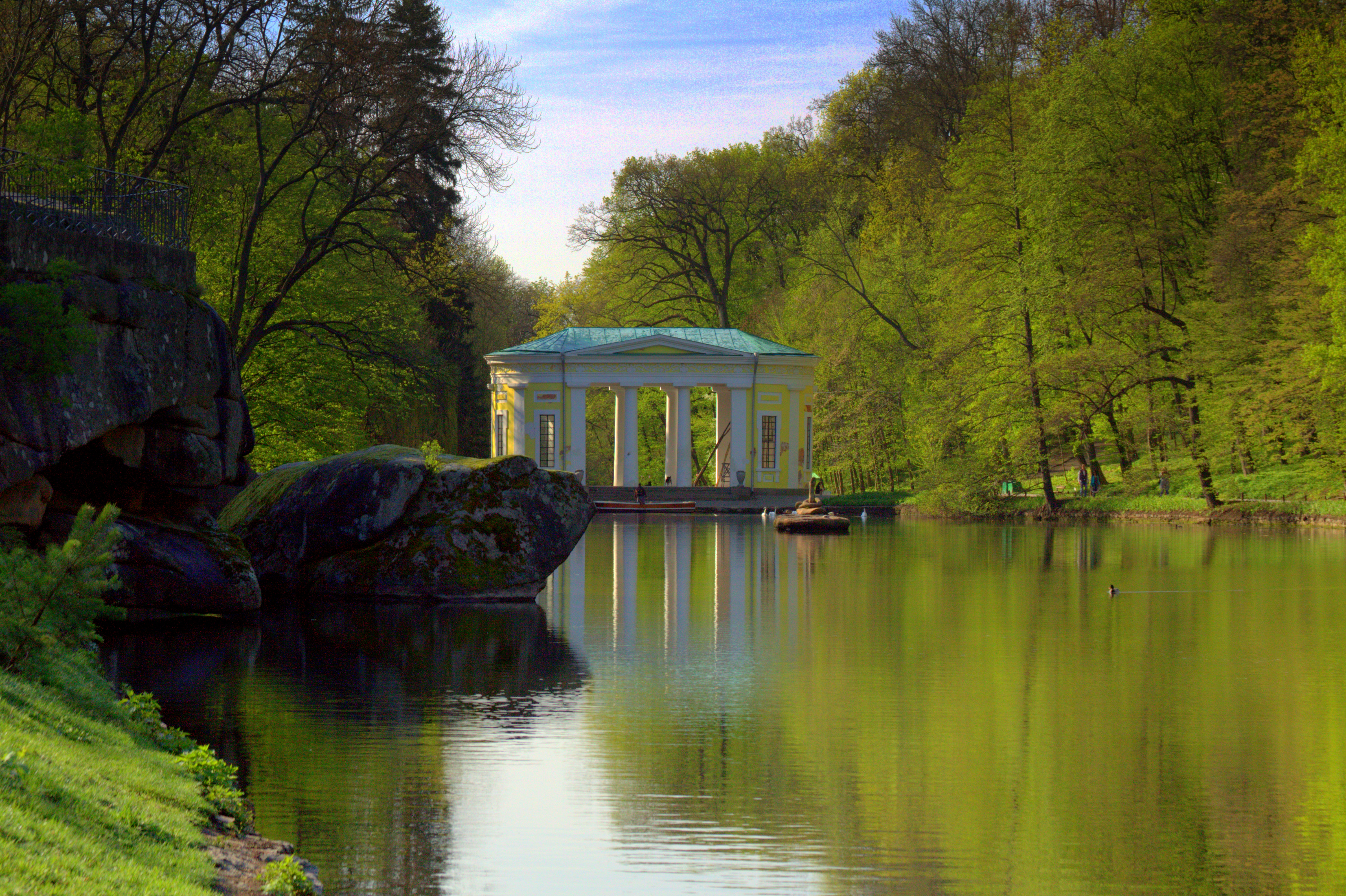
Pabellón de Flora.